# Mussum
Mussum ist ein Stadtteil von Bocholt im Kreis Borken. Der Name deutet darauf hin, dass es sich bei dem Ort um einen ehemals feuchteren Ort gehandelt hat.

## Lage

Ehemaliges Wappen des Amtes Liedern-Werth

Mussum liegt an der Grenze zur Stadt Hamminkeln, Ortsteile Dingden und Wertherbruch. Im Osten teilt die Dingdener Straße den Bocholter Süden in die Ortsteile Mussum und Biemenhorst. Die Alfred-Flender-Straße und die Schaffeldstraße trennen Mussum vom innerstädtischen Bereich.

## Geschichte
Mussum wurde bereits um circa 1040 zum ersten Mal erwähnt, wie auch die meisten anderen Stadtteile von Bocholt. Eine Zeit lang gab es eine Fluchtburg in Mussum, die von einem Ritter von Mersmule (weitere Schreibweisen tauchen ebenfalls auf) errichtet wurde, aber sich nur wenige Jahre halten konnte und dann wieder abgerissen wurde.
Vor der Gebietsreform war Mussum eine selbständige Gemeinde im Amt Liedern-Werth. Am 1. Januar 1975 wurde es zu einem Stadtteil Bocholts.

## Bebauung
Die Bebauung besteht hauptsächlich aus Einfamilien- und Doppelhäusern. Mehrfamilienhäuser sind nur sehr selten aufzufinden. Die über 4000 Einwohner leben vorwiegend in zwei Siedlungen, die meisten an der Dingdener Straße. Rund um die Kirche Maria Trösterin hat sich eine dritte, kleinere Siedlung gebildet. Hier ist auch das Pfarrheim, ein Heimathaus und der Schützenplatz zu finden. Die Nahversorgung übernimmt seit ein paar Jahren das neu geschaffene Zentrum Bocholt-Süd im benachbarten Biemenhorst. Hier befindet sich ein Supermarkt, ein Discounter, zwei Banken und weitere Einzelhändler. In Mussum selber sind vereinzelt ein paar Fachgeschäfte aufzufinden. Ein ausgewiesenes Zentrum gibt es nicht.

## Verkehrsanbindung
Das Mussumer Gebiet durchqueren die beiden Bundesstraßen B 67 und B 473, die sich auch hier kreuzen. Über die B-67-Ausfahrten „Industriepark Bocholt“ und „Bocholt-Zentrum“ ist Mussum per Auto sehr schnell zu erreichen. Per Bus ist Mussum durch die Regionallinie 64 und durch die Linie T14 der Stadtbus GmbH erschlossen.
Durch den Ort verläuft die elektrifizierte Bahnstrecke Wesel–Bocholt, auf der stündlich der Regionalexpress RE 19 verkehrt. Der Bau eines Haltepunkts Bocholt-Mussum befindet sich in Planung. Zudem verläuft auf der Trasse der ehemaligen Bahnstrecke Empel-Rees–Münster ein Industriestammgleis vom Bahnhof Bocholt zum Industriepark.

## Wirtschaft
Die Wirtschaft in Mussum ist ein wichtiger Faktor der Gesamtwirtschaft von Bocholt. Neben einem kleinen Industriegebiet nahe der Wohnsiedlung an der Dingdener Straße gibt es im Westen des Ortsteils den Industriepark Bocholt. Er bietet weit über 6000 Menschen Arbeitsplätze und ist der flächenmäßig größte Industriepark in Nordrhein-Westfalen. Die Autobahnen A 3 und A 31 sind durch eine gute Verkehrsanbindung in kurzer Zeit erreichbar. Das Gebiet hat eine eigene Auffahrt zur B 67n, die die beiden Autobahnen verbindet. Der Industriepark ist für Gütertransporte auch über einen Schienenanschluss erreichbar. Im Industriepark sind Betriebe verschiedener Branchen angesiedelt. So gibt es neben kleinen Handwerkerbetrieben mittelständische Speditionen und Betriebe internationaler Konzerne wie den Hauptsitz der Flender GmbH. Der Grundstein für das Industriegebiet wurde im Jahre 1975 gelegt, kurz nach der Gebietsreform. Die Gesamtfläche umfasst rund 253 Hektar, wobei 200 Hektar reines Industriegebiet sind. Der Rest besteht zum größten Teil aus Naturflächen. Dies ist auch das Besondere an diesem Standort. Obwohl man sich mitten in einer Industriezone befindet, sieht man überall reichlich Grün.
Im Jahr 2006 beschloss der Rat der Stadt Bocholt, den Park weiter auszubauen. Südlich der B 67 sollen weitere 60 Hektar zur Bebauung freigegeben werden.

## Sport und Bildung
Sportlich betätigen kann man sich beim TuB Mussum. Der Verein wurde 1955 gegründet und bietet vor allem die Sportarten Fußball und Turnen an. Das Sportgelände umfasst zwei Rasenplätze und einen Tennenplatz sowie einen Trainingsplatz und liegt zwischen der Alfred-Flender-Straße und dem Industriepark Bocholt. Darüber hinaus ist eine den Hallensportarten vorbehaltene Turnhalle vorhanden. In direkter Nachbarschaft liegt die Mussumer Kreuzschule und für Kleinkinder gibt es den Kindergarten an der Beethovenstraße. Weiterführende Schulen sind in Mussum nicht vorhanden.